# Sentimental (Tanita Tikaram)
Sentimental è il settimo album in studio della cantante britannica Tanita Tikaram, pubblicato nel 2005.

## Tracce
1. Something New
2. Play Me Again
3. My Love
4. Don't Shake Me Up
5. Everyday Is New
6. Love Is Just a Word
7. Don't Let the Cold
8. Forever
9. Got to Give You Up
10. Heart in Winter